# Elena Rivera Villajos
Elena Rivera Villajos (Saragossa, 29 d'agost de 1992) és una actriu i cantant espanyola coneguda principalment per la seva interpretació del paper de Karina en la sèrie de televisió Cuéntame cómo pasó.

## Biografia
És filla de Miguel, ferroviari d'origen extremeny, i d'Ana, que és d'Alcázar de San Juan (Ciudad Real). Té un germà, que també es diu Miguel, quatre anys més gran que ella. El seu col·legi era l'Obra Diocesana Santo Domingo de Silos, de Saragossa. Des de 1997, Rivera ha anat desenvolupant una dilatada carrera artística i musical. Entre els anys 1999 i 2000 va participar en el concurs musical Menudas estrellas d'Antena 3, cantant per Paloma San Basilio i sent finalista del musical.
L'any 2000, amb vuit anys, va intervenir amb especial protagonisme a la Gala Musical del Cap d'any 2000, d'Antena 3. Aquest mateix any va ser seleccionada per participar en la producció de nombrosos programes musicals, entre els quals es troba Noche de estrellas per a Antena 3. L'any 2001 va cantar a duet amb David Civera el tema del Festival de la Cançó d'Eurovisió "Dile que la quiero", al programa Noche de estrellas d'Antena 3. També va participar en la Gala de Nadal d'Antena 3: Jóvenes estrellas, amb cantants com Carlos Baute, Tamara, Raúl, David Civera i Malú.
L'any 2002 va participar en el programa musical d'Antena 3 Se busca una estrella, on es va proclamar guanyadora. Això li va permetre gravar en solitari un disc amb temes inèdits seleccionats per a ella i batejat com a Locos por el ritmo. També durant aquest any va participar en altres dos discos: Se busca una estrella Vol. I i Vol. II. L'any 2003 va posar veu a un dels personatges en un projecte educatiu per a una editorial sueca, amb la finalitat de ser utilitzada en un curs d'espanyol a Estocolm. A més, el tema "Encadenada al ordenador" del seu disc Locos por el ritmo, va ser seleccionat per il·lustrar musicalment aquest curs d'espanyol. Aquest any també va participar en l'edició dels discos: Blanco y Negro i Caribe Mix 2003, amb el tema "Encadenada al ordenador".

L'any 2005 i amb tretze anys va debutar com a actriu en la sèrie de Televisió Espanyola Cuéntame como pasó, on interpreta el paper de Karina des de la setena temporada fins a l'actualitat. L'any 2008 va participar i col·laborar en el programa de La 1 Mueve tu mente. També va posar veu a diferents temes musicals de la sèrie de dibuixos animats El ojo mágico. Alhora que triomfa en el seu paper de Karina en la sèrie Cuéntame cómo pasó, entre altres participacions, compagina aquesta faceta artística amb els seus estudi de magisteri d'educació infantil en la Facultat d'Educació de Saragossa, que va començar el setembre de 2010. Segons afirma ella:
| « | «Porque en esto del 'artisteo' igual puedes estar arriba que abajo, y prefiero tener algo seguro. Siempre he soñado con ser maestra de niños pequeños. Y en ello estoy». | » |

L'any 2011 va començar a gravar la nova sèrie d'Antena 3 Los Quién, on va interpretar el paper de Chesca. La primera temporada de la sèrie va començar la seva emissió el maig de 2011 i va acabar el juliol de 2011. No va ser renovada per a una segona temporada. L'any 2012 va aparèixer la sèrie de la mateixa cadena Toledo, on va interpretar el paper de Beatriz de Suma Carrera, dama d'honor de la reina Violant d'Aragó.
El seu debut teatral va ser el 2014 en el Teatro María Guerrero de Madrid, protagonitzant juntament amb Alicia Hermida i Luisa Martín l'obra de teatre El arte de la entrevista, de Juan Mayorga, on interpretava Cecilia. El 2015 va compaginar les seves aparicions en la sèrie Cuéntame cómo pasó amb una gira per tot el territori espanyol d'aquesta obra. El 2015 va participar en la pel·lícula Perdiendo el norte, l'última comèdia de Nacho G. Velilla, donant vida a Nuria. També va protagonitzar la pel·lícula El dulce sabor a limón del director novell David Aymerich, amb David Solans.
El novembre de 2016 va acabar el rodatge de la sèrie de Telecinco La verdad, thriller en el qual comparteix protagonisme amb Jon Kortajarena i Lydia Bosch. No obstant això, la cadena de televisió encara no ha anunciat la data d'estrena d'aquesta ficció. El 2017 participa com a convidada en el programa de televisió d'Antena 3 Tu cara me suena, interpretant Miley Cyrus amb la cançó «Wrecking Ball». Aquest mateix any va aparèixer com a actriu convidada en la tercera temporada de la sèrie de Televisió Espanyola El ministerio del tiempo, on va interpretar a la Reina Margarida en un episodi centrat en la signatura de la ratificació del tractat de Londres entre Espanya i Anglaterra de 1605.
El juliol de 2017 s'anuncia el fitxatge de l'actriu com a personatge protagonista per a la sèrie diària Servir y proteger, emesa en Televisió Espanyola.
El 2022 va ser reconeguda amb el premi Ondas a la millor interpretació femenina en ficció.

## Filmografia

### Cinema
| Any  | Títol                  | Personatge |
| ---- | ---------------------- | ---------- |
| 2015 | Perdiendo el norte     | Nuria      |
| 2015 | El dulce sabor a limón |            |

### Televisió
| Any               | Títol                     | Personatge                   | Cadena                    | Episodis    |
| ----------------- | ------------------------- | ---------------------------- | ------------------------- | ----------- |
| 2005 - actualitat | Cuéntame como pasó        | Karina Saavedra              | TVE                       | ¿? episodis |
| 2011              | Los Quién                 | Francisca "Chesca" Gallego   | Antena 3                  | 13 episodis |
| 2012              | Toledo, cruce de destinos | Beatriz de Suma Carrera      | Antena 3                  | 13 episodis |
| 2017              | El Ministerio del Tiempo  | Margarita de Austria-Estiria | TVE                       | 2 episodis  |
| 2017              | Servir y proteger         | Elena Ruiz Vallejo           | TVE                       | ¿? episodis |
| 2018 - actualitat | La verdad                 | Paula García McMahon         | Telecinco                 | ¿? episodis |
| 2019              | Inés del alma mía         | Inés Suárez                  | Amazon Prime / TVE        | 8 episodis  |
| 2021              | Alba                      | Alba                         | Atresmedia / Boomerang TV | 13 episodis |

### Programes de televisió
| Any       | Títol                | Personatge               | Cadena   | Episodis           |
| --------- | -------------------- | ------------------------ | -------- | ------------------ |
| 1999-2000 | Menudas estrellas    | Imita Paloma San Basilio | Antena 3 |                    |
| 2008      | Mueve tu mente       | Col·laboradora           | TVE      | Programa           |
| 2017      | Tu cara me suena 5   | Imita Miley Cyrus        | Antena 3 | Programa (Gala 14) |
| 2017      | El gran reto musical | Convidada                | TVE      | Programa (Gala 5)  |

### Curtmetratges
| Any  | Títol  |
| ---- | ------ |
| 2015 | Rewind |

### Teatre
| Any  | Títol                    |
| ---- | ------------------------ |
| 2014 | El arte de la entrevista |